# World of Soccer Cup
La World of Soccer Cup è stato un torneo amichevole di calcio, svolto nell'estate del 1977. Il torneo era suddiviso in due competizioni, una tenutasi a Singapore, l'altra in Australia. A questi due eventi parteciparono la Stella Rossa, il Celtic, l'Arsenal più due selezioni locali. La prima manifestazione(conosciuta anche come Metro 20th Anniversary Tournament) si disputò a Singapore, prevedeva partite ad eliminazione diretta con semifinali e finale. La seconda si tenne in Australia, prevedeva una fase a gruppi, al termine della quale le prime due avrebbero giocato la finale. il primo trofeo fu vinto dalla Stella Rossa. Il secondo fu vinto dal Celtic, e fu l'ultimo in assoluto con il suo leggendario allenatore Jock Stein.

## Risultati

### Singapore
Semifinale
| 12 Luglio 1977 | Arsenal | 1 – 3 | Stella Rossa |
| 13 Luglio 1977 | Celtic  | 5 – 0 | Singapore XI |

Finale terzo posto
| 16 Luglio 1977 | Arsenal | 5 – 1 | Singapore XI |

Finale
| 17 Luglio 1977 | Celtic | 1 – 3 | Stella Rossa |

### Australia
Partite
| 20 Luglio 1977 | Arsenal      | 1 – 3 | Australia XI |
| 21 Luglio 1977 | Celtic       | 1 – 1 | Stella Rossa |
| 24 Luglio 1977 | Arsenal      | 2 – 3 | Celtic       |
| 26 Luglio 1977 | Arsenal      | 1 – 0 | Stella Rossa |
| 26 Luglio 1977 | Australia XI | 2 – 3 | Celtic       |
| 28 Luglio 1977 | Australia XI | 2 – 3 | Stella Rossa |

Classifica
| Squadra      | Pt | W | D | L | GF | GA | GD | Pts |
| ------------ | -- | - | - | - | -- | -- | -- | --- |
| Celtic       | 3  | 2 | 1 | 0 | 7  | 5  | +2 | 5   |
| Stella Rossa | 3  | 1 | 1 | 1 | 4  | 4  | 0  | 3   |
| Australia XI | 3  | 1 | 0 | 2 | 7  | 7  | 0  | 2   |
| Arsenal      | 3  | 1 | 0 | 2 | 4  | 6  | −2 | 2   |

Finale
| 31 Luglio 1977 | Celtic | 2 – 0 | Stella Rossa |